# Abisara saturata
Abisara saturata is een vlindersoort uit de familie van de prachtvlinders (Riodinidae), onderfamilie Nemeobiinae.
Abisara saturata werd in 1878 beschreven door Moore.